# 鉄矢多美子
鉄矢 多美子（てつや たみこ、1948年 - ）は、日本の作家・スポーツライター、ウグイス嬢。
福岡県出身。成城大学文学部卒業。大学時代は硬式野球部のマネジャーを務めた。1977年にプロ野球球団のロッテ・オリオンズ球団へ入社。球場内のウグイス嬢を務めながら広報を担当した。
1988年に退社しフリーで執筆活動を始めた。日本、アメリカ合衆国、キューバ、ドミニカ共和国、プエルトリコなど野球の盛んな国に足を運び、野球関連の著書を執筆している。

## 著書
- もっとカゲキにプロ野球 ウグイス嬢の「アイドル選手にfall in love!!」（1988年7月、講談社発行。ISBN 4062039990）
- 素顔の野茂英雄 さらば、Japan!（1996年7月、小学館発行。ISBN 4093871876）
- 熱球伝説 キューバリナレスを育てた野球王国（1997年8月、岩波書店発行。ISBN 4000017934）
- サミー・ソーサ 心はいつもホームラン（2000年2月、集英社インターナショナル発行、集英社発売。ISBN 4797670150）
- サミー・ソーサ 神様がくれたホームラン（監修。キャリー・マスカット著、山本シェリー詩恵訳。2000年3月、ポプラ社発行。ISBN 4591064476）

## 出演番組
- J-SPO（TBS。リポーター）